# Edgar Blossfeldt
Edgar Blossfeldt (* 27. November 1919 in Tallinn, Estland; † 2. März 2012 in Deutschland) war ein deutsch-estnischer Fußballspieler, Volleyballspieler, -trainer und -schiedsrichter, Basketballspieler sowie Sportfunktionär.

## Leben
Edgar Blossfeldt wurde im Jahr 1919 in Tallinn geboren. Von 1938 bis 1940 und im Jahr 1943 spielte er für den JS Estonia Tallinn in der Estnischen Fußballmeisterschaft. In den Spielzeiten 1937/38, 1938/39 und 1943 wurde er mit dem Verein Estnischer Meister. Im Jahr 1940 wurde er mit ÜENÜTO Tallinn Estnischer Meister im Volleyball, 1943 Vizemeister im Basketball mit dem Tallinna SK. Als Mitglied der deutsch-baltischen Minderheit wurde er dreimal in die Estnische Fußballnationalmannschaft berufen, absolvierte allerdings kein Länderspiel. 1942 wurde er in die deutsche Basketballnationalmannschaft berufen.
Zu Beginn des Jahres 1965 wurde er erster hauptamtlicher Bundestrainer des Deutschen Volleyball-Verbandes. Er war in insgesamt 92 Länderspielen für die DVV-Männer zwischen den Jahren 1958 bis 1970 verantwortlich. Im Jahr 1963 nahm er als erster bundesdeutscher Schiedsrichter an der Europameisterschaft in Rumänien teil. Im selben Jahr zählte er zu den Gründungsmitgliedern des Nordbadischen Volleyball-Verbandes. Bei den Olympischen Sommerspielen 1972 in München war Blossfeldt als Sportstättendirektor für die Durchführung von 60 Begegnungen für das Volleyballturnier verantwortlich. Vom Deutschen Volleyball-Verband wurde er als „Volleyball-Pionier“ bezeichnet. Er starb 2012 im Alter von 93 Jahren.

## Werk
Blossfeldts Lehrbuch Volleyball : 333 praktische Übungen ; Leitfaden für Schule, Verein und Leistungstraining, 1. Auflage Frankfurt a. M : Hofmann, 1971, erfuhr mehrere Auflagen und wurde in verschiedene Sprachen übersetzt.

## Erfolge
im Fußball:
- Estnischer Meister: 1937/38, 1938/39, 1943

im Basketball:
- Estnischer Vizemeister: 1944

im Volleyball:
- Estnischer Meister: 1940